# Vincenneský lesík
Vincenneský lesík (francouzsky: Bois de Vincennes) je lesopark na východě Paříže. Pojmenován je podle blízkého města Vincennes. Park se nepovažuje za součást Paříže, protože je neobydlený. Administrativně však patří k 12. obvodu Paříže. Dne 15. října 1917 zde byla postavena před popravčí četu Margarethe MacLeodová alias Mata Hari a zastřelena.  

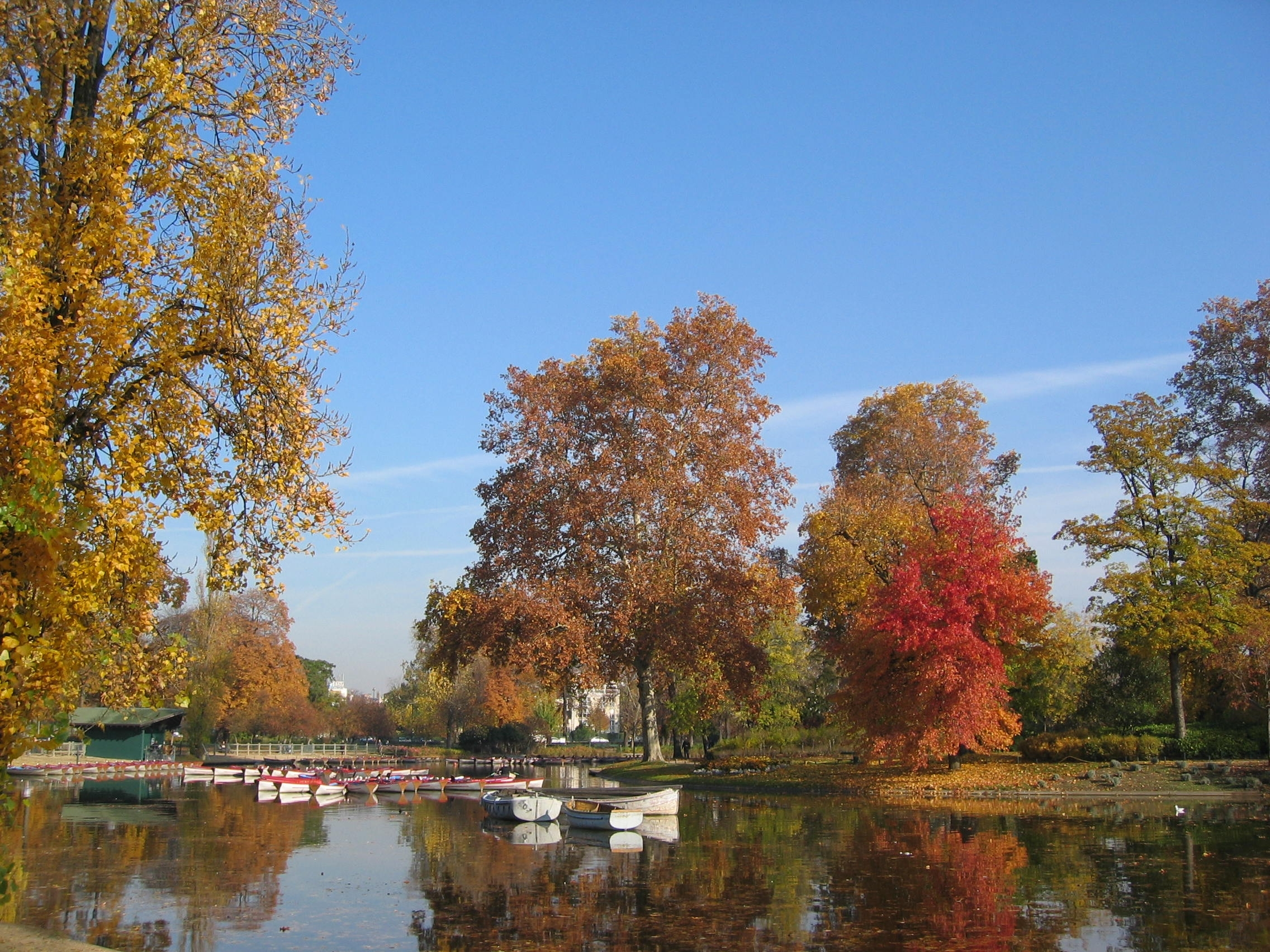
Vincenneský lesík na podzim